# 西尾正範
西尾 正範（にしお まさのり、1949年1月3日 - 2022年5月28日）は、日本の政治家。元北海道函館市長（1期）。

## 来歴
北海道亀田郡大野町（現在の北斗市）生まれ。函館ラ・サール高等学校、京都大学文学部史学科卒業。京大卒業後、亀田市役所に就職する。函館市芸術文化振興課長や企画部長を経て、2003年に助役に就任。2006年、翌年に行われる同市長選挙に立候補するため辞任。
2007年4月22日の函館市長選挙に民主党の一部の北海道議会議員（民主党は現職の井上博司市長を支持）を受け出馬。自民・公明・民主3党が支持する井上博司函館市長を大差で破り初当選を果たす（西尾：89,551票、井上：54,010票）。4月27日、市長就任。
2011年4月24日の函館市長選挙に再選を目指して出馬したが、前副市長の工藤壽樹に敗れ、落選した（工藤：70,739票、西尾：57,346票）。
2022年5月28日、死去。73歳没。

## 施策
実現した施策
- 水道局と交通局を統合して企業局とした。
- 子育て支援の充実[4]
  - 市役所内にこども未来室を設置[4]
  - 函館駅前地区に子育て支援施設「大門キッズスタジアム（現・はこだてキッズプラザ）」を設置[5]。
- 東京事務所の廃止[6][7]

実現しなかった施策
- 公立はこだて未来大学に医学部設置[8]